# Somasteroidea
Classe
Somasteroidea est le nom d'une classe d'échinodermes disputée.
Selon les classification, il s'agit soit d'un groupe éteint du Paléozoïque (conception défendue par les publications les plus récentes), soit d'une classe actuelle ne contenant qu'une seule espèce contemporaine (hypothèse rendue obsolète par les données génétiques modernes). 

## Description et caractéristiques
Les somastérides ressemble à des étoiles de mer très aplaties (avec des bras plus ou moins développés) et assez rigides. Ces animaux étaient vraisemblablement adaptés à la consommation de détritus sur la surface du sédiment plutôt qu'à la prédation active (au contraire des étoiles de mer primitives). Ce groupe se distingue notamment par son squelette très développé, composé d'un réseau d'ossicules reliés par du tissu conjonctif. 

## Registre fossile
Ce groupe semble avoir eu une durée d'existence relativement courte, apparaissant au début de l'Ordovicien (le Trémadocien, il y a 510-493 millions d'années, juste avant les deux autres groupes d'Asterozoa) pour s'éteindre vers la fin du Dévonien. 

## Classification
| Selon Spencer (1951) : - ordre Goniactinida † - famille Archegonasteridae † - genre Archegonaster † - famille Archophiactinidae † - genre Archophiactis † - genre Stuertzurea † - genre Lepidasterina † - famille Chinianasteridae † - genre Chinianaster † - famille Helianthasteridae † - genre Helianthaster † - famille Villebrunasteridae † - genre Villebrunaster † | Selon BioLib (24 décembre 2017) : - famille Archegonasteridae Spencer, 1951 † - genre Archegonaster Jaekel, 1923 † - famille Chinianasteridae Spencer, 1951 † - genre Chinianaster Thoral, 1935 † - genre Ophioxenikos Blake & Guensburg, 1993 † - genre Thoralaster Shackleton, 2005 † - genre Villebrunaster Spencer, 1951 † |

Selon ITIS (20 décembre 2013) :
- ordre Goniactinida Spencer, 1951
  - famille Platasteriidae Caso, 1945
    - genre Plasterias Gray, 1871
      - Plasterias latiradiata Gray, 1871

World Register of Marine Species range l'espèce Plasterias latiradiata sous le nom Luidia latiradiata (Gray, 1871), dans la classe des Asteroidea (étoiles de mer), conformément à la redescription de Blake (1982), et ne laissant par conséquent aucun taxon actuel à ce groupe. O'Hara et al. (2017) confirme cet état de fait, et en fait une classe fossile au sein des Asterozoa.